# Groupe de NGC 908
Le groupe de NGC 908 comprend au moins huit galaxies situées dans la constellation de la Baleine. La distance moyenne entre ce groupe et la Voie lactée est d'environ 20,1 Mpc (∼65,6 millions d'al). 

## Membres
Le tableau ci-dessous liste les huit galaxies du groupe dans l'ordre indiquées dans l'article de A.M. Garcia paru en 1993.   
| Nom        | Classification | Type                               | α (J2000.0)   | δ (J2000.0)  | Vitesse radiale (km/s) | Magnitude apparente | Distance (Mpc) | Diamètre (kal) |
| ---------- | -------------- | ---------------------------------- | ------------- | ------------ | ---------------------- | ------------------- | -------------- | -------------- |
| ESO 544-30 | SB(s)dm pec?   | Spirale barrée magellanique        | 02h 14m 57.3s | -20° 12′ 42″ | 1608 ± 1               | 11,91               | 20,4 ± 1,5     | 41             |
| PGC 8666   | IAB(s)m        | Irrégulière magellanique           | 02h 16m 02.5s | -20° 29′ 23″ | 1607 ± 22              | ?                   | 20,4 ± 1,5     | 35             |
| NGC 899    | IB(s)m         | Irrégulière magellanique           | 02h 21m 53.1s | -20° 49′ 24″ | 1563 ± 8               | 12,5                | 19,9 ± 1,4     | 49             |
| IC 223     | IB(s)m pec?    | Irrégulière magellanique           | 02h 22m 01.1s | -20° 44′ 45″ | 1579 ± 1               | 13,4                | 20,1 ± 1,4     | 39             |
| NGC 907    | SBdm           | Spirale barrée magellanique        | 02h 23m 01.9s | -20° 42′ 43″ | 1668 ± 3               | 12,6                | 21,4 ± 1,5     | 49             |
| NGC 908    | SA(s)c         | Spirale                            | 02h 23m 04.6s | -21° 14′ 02″ | 1505 ± 3               | 10,2                | 19,3 ± 1,4     | 119            |
| ESO 545-16 | SAB(s)m?       | Spirale intermédiaire magellanique | 02h 25m 59.6s | -21° 25′ 16″ | 1548 ± 8               | 13,71               | 19,7 ± 1,4     | 57             |
| ESO 545-2  | SB(s)m         | Spirale barrée magellanique        | 02h 19m 15.3s | -18° 55′ 56″ | 1608 ± 2               | 12,97               | 20,4 ± 1,5     | 50             |

Le site DeepskyLog permet de trouver aisément les constellations des galaxies mentionnées dans ce tableau ou si elles ne s'y trouvent pas, l'outil du site « Finding the constellation which contains given sky coordinates » permet de le faire à l'aide des coordonnées de la galaxie. Sauf indication contraire, les données proviennent du site NASA/IPAC.